# 渡辺碧斗
渡辺 碧斗（わたなべ あおと、1998年1月19日 - ）は、日本の俳優。東京都出身。スターダストプロモーション制作1部所属。

## 略歴
2015年、第2回『CONOMi制服アワード』グランプリを受賞し、芸能界入り。
2016年、ミュージカル『テニスの王子様』3rdシーズンにて、鳳長太郎役を3年間演じた。
2019年8月19日、スターダストプロモーションに移籍したことを発表した。
2023年、スーパー戦隊シリーズ『王様戦隊キングオージャー』にて、ヤンマ・ガスト / トンボオージャー役としてレギュラー出演した。

## 人物
特技はテニス、水泳、ダンス、キックボクシング。趣味は映画観賞、買い物、サウナ、読書。
子供のころに見ていたスーパー戦隊シリーズは『特捜戦隊デカレンジャー』であり、初恋の人はデカイエロー・礼紋茉莉花役の木下あゆ美。

## 出演

### テレビドラマ
- 特命刑事 カクホの女2（2019年10月18日 - 12月6日、テレビ東京） - 平純樹 役[9]
- ホームルーム（2020年1月24日 - 3月27日、毎日放送） - 乾康太 役[10]
- 半沢直樹 第4話 - （2020年8月9日 - 、TBS） - 営業第二部社員 役[11]
- 相棒 season19 第10話（2020年12月16日、テレビ朝日） - 蜂須賀史郎 役
- 明日、私は誰かのカノジョ 第10話（2022年6月15日、TBS）
- 闇金ウシジマくん外伝 闇金サイハラさん 第3話（2022年10月5日、MBS）
- 王様戦隊キングオージャー（2023年3月5日 - 2024年2月25日、テレビ朝日） - ヤンマ・ガスト / トンボオージャー 役[12]
- PJ 〜航空救難団〜（2025年4月24日 - 6月19日、テレビ朝日） - 長谷部達也 役[13]

### ウェブドラマ
- すべて忘れてしまうから 第10話（2022年11月16日、Disney＋）
- スーパー戦隊シリーズ - ヤンマ・ガスト / トンボオージャー 役
  - 特捜戦隊デカレンジャーwithトンボオージャー（2024年6月16日、東映特撮ファンクラブ）[14]
  - 王様戦隊キングオージャー IN SPACE（2024年11月10日、東映特撮ファンクラブ）[15]

### 映画
- きょうのキラ君（2017年）
- 遮那王 お江戸のキャンディー3（2019年）
- 嘘のLieLie×（2021年）
- 夜へ…（2022年）
- やがて海へと届く（2022年）
- HiGH&LOW THE WORST X（2022年）
- 映画 王様戦隊キングオージャー アドベンチャー・ヘブン（2023年7月28日、東映） - ヤンマ・ガスト / トンボオージャー 役[16]

### オリジナルビデオ
- スーパー戦隊シリーズ（東映ビデオ） - ヤンマ・ガスト / トンボオージャー 役
  - 王様戦隊キングオージャーVSドンブラザーズ（2024年10月9日）[17]
  - 王様戦隊キングオージャーVSキョウリュウジャー（2024年10月9日）[18]
  - 爆上戦隊ブンブンジャーVSキングオージャー（2025年10月29日）[19]

### 舞台
- 姦しく嬲る（2015年8月29日・30日・9月5日・6日、トゥリンク）[11][20]
- ミュージカル『テニスの王子様』3rdシーズン（2016年 - 2020年） - 鳳長太郎 役[21]
  - 青学vs氷帝（2016年7月14日 - 9月25日、TOKYO DOME CITY HALL 他）[22]
  - 青学vs六角（2016年12月22日 - 2017年2月12日、TOKYO DOME CITY HALL 他）[23]
  - TEAM Live HYŌTEI（2017年4月12日 - 16日・19日 - 23日、TOKYO DOME CITY HALL 他）[24]
  - Dream Live 2017（2017年5月26日 - 28日、横浜アリーナ）[25]
  - 全国大会 青学vs氷帝（2018年7月12日 - 9月24日、TOKYO DOME CITY HALL 他）[26]
  - 秋の大運動会 2019（2019年10月8日・9日、横浜アリーナ） - 映像出演[27]
- 片想い（2017年8月2日 - 6日、三越劇場） - 澤村実 役[11][28]
- タクフェス 春のコメディ祭！「笑う巨塔」（2018年3月29日 - 4月22日、東京グローブ座 他） - 野々村 役[29][30]
- お部屋のお話（2019年5月29日 - 6月4日、シアターサンモール）[31]
- 脳内ポイズンベリー（2020年3月21日 - 25日[注釈 2]、新国立劇場） - 早乙女亮一 役[35]
- スーパー戦隊シリーズ - ヤンマ・ガスト / トンボオージャー 役
  - 王様戦隊キングオージャーショー 真なる邪悪の王降臨?!伝説の力がチキューを滅ぼす!（2024年1月6日 - 28日、シアターGロッソ）[36]
  - 王様戦隊キングオージャーショー 王様、この地に集う!（2024年2月3日 - 3月17日、シアターGロッソ）[37]
  - 王様戦隊キングオージャー ファイナルライブツアー2024（2024年3月31日、静岡市民文化会館 / 4月7日、札幌文化芸術劇場 hitaru / 4月14日、仙台サンプラザホール / 4月21日、新潟県民会館 / 4月27日・28日、Niterra日本特殊陶業市民会館 / 5月11日、広島文化学園HBGホール / 5月12日、福岡サンパレス / 5月18日・19日、オリックス劇場）[38]
- 燃ゆる暗闇にて（2024年10月5日 - 13日、サンシャイン劇場） - 主演・カルロス 役[39]
- ヘヴンアイズ（2025年9月12日 - 17日〈予定〉、すみだパークシアター倉）[40]

### テレビ番組
- Rの法則（2015年 - 2018年、NHK Eテレ） - 第6期R'sメンバー[41]
- おうちで舞台〜カンテレ劇場〜 #2 タクフェス『笑う巨塔』（2020年7月5日、関西テレビ）

### イベント
- 2.5次元フェス（仮）（2016年12月4日、幕張メッセ 11ホール）[42]
- ミュージカル『テニスの王子様』15周年記念 テニミュ文化祭（2018年11月23日・24日、サンシャインシティ ワールドインポートマートビル4階 展示ホールA）[43][44]
- ミュージカル『テニスの王子様』3rdシーズン Thank-you Festival 2020（2020年2月29日、カルッツかわさき ホール）[45][46]

### WEB
- ミュージカル『テニスの王子様』Dream Stream（2020年11月15日 - 21日、SUPERLIVE by OPENREC） - 鳳長太郎 役[47]
- 資生堂シーブリーズ プロモーションモデル
- ソフトバンク ドラマCM「タカラモノ、いつまでも」（2021年）
- Nikonブランドムービー「わたしたちの未来は」（2021年）

### 玩具
- 王様戦隊キングオージャー オージャカリバー -MEMORIAL EDITION-（2024年11月27日）
- 王様戦隊キングオージャー MEMORIALIZE DATA CARD（2024年12月23日）

## ディスコグラフィ

### キャラクターソング
| 発売日       | 商品名                                              | 歌                                          | 楽曲               | 備考                                               |
| ------------ | --------------------------------------------------- | ------------------------------------------- | ------------------ | -------------------------------------------------- |
| 2024年2月7日 | 王様戦隊キングオージャー キャラクターソングアルバム | トンボオージャー/ヤンマ・ガスト（渡辺碧斗） | 「テッペンONLINE」 | 特撮テレビドラマ『王様戦隊キングオージャー』関連曲 |